# アルバレス・ケリー
『アルバレス・ケリー』（原題：Alvarez Kelly）は、1966年に公開されたエドワード・ドミトリク監督作のアメリカ映画。南北戦争のピーターズバーグ包囲戦中に行われたビーフステーキ襲撃が基となっている。

## ストーリー
1864年、アメリカ合衆国では南北戦争の真っただ中であった。アルバレス・ケリーは、食料が不足する戦場に牛を届ける仕事をしていた。目的地に到着したケリーは、そこで元弁護士の北軍のステッドマン少佐から、さらにリッチモンドの農場まで牛を運ぶよう言われる。断ろうとしたが、ステッドマン少佐が作成した契約書では指揮官の指定する場所で代金を支払うとしていたため、渋々運ぶことになった。
リッチモンドの農場に到着した一行は、ワーウィック邸を訪ねる。取引が終わった晩、ケリーは南軍のトム・ロシター大佐に誘拐される。ロシターは、南軍の兵士が飢餓に苦しんでいると話し、ケリーに牛を運ぶよう要求する。しかし、ケリーは一向に引き受けようとせず、ロシター大佐はそんな彼の指を銃で撃ち、引き受けるまで指を撃つと脅し無理やり引き受けさせた。ケリーは、指を一本奪われた仕返しに、ロシター大佐の恋人であるリズと関係を持ち、彼女を船で逃がす。
南軍の作戦が開始され、ケリーは牛を運ぶ任務を課せられた。南軍は北軍をとらえ、ケリーは北軍の牛を移動させるが、逃げたステッドマン少佐が軍の本部に連絡し、北軍は兵を増員して先回りをしていた。ロシター大佐はケリーに指揮を任せた。ケリーは強行突破することによって牛の移動に成功する。そして、北軍が来られないように橋に爆薬を仕掛ける。しかしハッチャーは、ケリーを殺そうと爆薬に火をつけようとする。それを見たロシター大佐は、ハッチャーを撃ち、ケリーは難を逃れる。その後ケリーは、ロシター大佐らと別れ他の地に向かっていった。

## キャスト
| 役名                         | 俳優                     | 日本語吹替                                                       |
| 役名                         | 俳優                     | NETテレビ版                                                      |
| ---------------------------- | ------------------------ | ---------------------------------------------------------------- |
| アルバレス・ケリー           | ウィリアム・ホールデン   | 近藤洋介                                                         |
| トム・ロシター大佐           | リチャード・ウィドマーク | 大塚周夫                                                         |
| リズ・ピカリング             | ジャニス・ルール         | 北浜晴子                                                         |
| アルバート・ステッドマン少佐 | パトリック・オニール     | 草野大悟                                                         |
| チャリティ・ワーウィック     | ヴィクトリア・ショウ     | 藤波京子                                                         |
| アンガス・ファーガスン       | ロジャー・C・カーメル    |                                                                  |
| ハッチャー                   | リチャード・ラスト       | 青野武                                                           |
| タワーズ                     | アーサー・フランツ       |                                                                  |
| ファロー                     | ドナルド・バリー         |                                                                  |
| ジョン・ボーライダー         | デューク・ホビー         |                                                                  |
| ピーターソン                 | ハリー・ケリー・ジュニア | 北村弘一                                                         |
| マッキンタイア               | ハワード・ケイン         |                                                                  |
| ハリソン                     | モーリッツ・ヒューゴ     | 大木民夫                                                         |
| ナレーション                 |                          | 矢島正明                                                         |
| 不明 その他                  |                          | 滝口順平 野島昭生 仲木隆司 清川元夢 石森達幸 渡部猛 たてかべ和也 |
|                              |                          |                                                                  |
| 演出                         | 演出                     | 春日正伸                                                         |
| 翻訳                         | 翻訳                     | 鈴木導                                                           |
| 効果                         | 効果                     | 赤塚不二夫                                                       |
| 調整                         |                          |                                                                  |
| 制作                         | 制作                     | グロービジョン                                                   |
| 解説                         | 解説                     | 淀川長治                                                         |
| 初回放送                     | 初回放送                 | 1973年12月2日 『日曜洋画劇場』                                   |

## スタッフ
- 監督：エドワード・ドミトリク
- 製作：ソル・C・シーゲル、レイ・デヴィッド
- 脚本：フランクリン・コーエン
- 撮影：ジョセフ・マクドナルド
- 音楽：ジョニー・グリーン
- 編集：ハロルド・F・クレス